# Walter Widmer
Karl Walter Widmer (Pseudonyme Urs Usenbenz und Aloysius Xavier Weintraub bzw. A. X. Weintraub) (* 3. April 1903 in Basel; † 18. Juni 1965 in Riehen bei Basel) war ein Schweizer Gymnasiallehrer, Literaturkritiker und Übersetzer.

## Leben
Widmer besuchte in Basel die Primarschule und das Gymnasium und schloss 1922 mit der Maturität ab. An der Universität Basel begann er ein Studium der Kunstgeschichte, wandte sich aber dann dem Studium der modernen Sprachen zu mit Französisch als Hauptfach, Italienisch und Deutsch als Nebenfächern. In diesen Fächern und in Pädagogik legte er 1926 das Mittellehrerexamen ab. Anschliessend ging er für zehn Monate nach Paris, um an seiner Dissertation zu arbeiten. 1929 promovierte er in Basel. 1930 trat er in den Schuldienst und wirkte bis 1962 als Französisch- und Deutschlehrer am Realgymnasium Basel. Ende 1962 trat er aus gesundheitlichen Gründen vorzeitig in den Ruhestand. 
Widmer war nebenberuflich Übersetzer französischer Literatur, von der er sagte, sie sei in ihrer Dichte und traditionsreichen Vielgestaltigkeit das reichste und mannigfaltigste Schrifttum der Welt. Fast alle großen Werke der französischen Literatur hat er übersetzt und wusste ihnen dabei jeweils eine kongeniale deutsche Form zu geben.
Dies gelang ihm beispielsweise selbst bei einem so urfranzösischen Text wie François Rabelais’ Gargantua und Pantagruel. Ein Beispiel aus der Literatur des 20. Jahrhunderts ist Die grüne Stute von Marcel Aymé.
Seit 1956 hat sich Widmer für die deutsche Nachkriegsliteratur eingesetzt. Einer seiner ersten Gäste bei den von ihm veranstalteten literarischen Abenden am Realgymnasium Basel war Heinrich Böll, mit dem ihn seitdem eine lebenslange Freundschaft verband. Auch Ilse Aichinger, Alfred Andersch, Hans Magnus Enzensberger, Günter Grass, Wolfgang Hildesheimer, Walter Jens und Erich Kästner kamen auf seine Initiative nach Basel.
Der Sohn Urs Widmer (1938–2014) hat über seinen Vater Walter Widmer einen biografischen Roman geschrieben, der mit dem Satz beginnt: Mein Vater war ein Kommunist. Der Verlag hat für das 2004 erschienene Buch als Umschlagbild ein Porträt Walter Widmers von Heiri Strub aus dem Jahr 1946 ausgewählt. Strub hat viele der Übersetzungen Widmers illustriert.

## Schriften
- Berufe für Unberufene. Teufen: Niggli 1963.
- Fug und Unfug des Übersetzens. Sachlich-polemische Betrachtungen zu einem literarischen Nebengeleise. Köln: Kiepenheuer & Witsch 1959.
- Volkstümliche Vergleiche im Französischen nach dem Typus 'Rouge comme un coq'. Basel : Zbinden & Hügin, 1929. Dissertation.
- In der Hölle der Fremdenlegion. Tatsachenbericht. Gütersloh: Bertelsmann 1955.

## Übersetzungen (Auswahl)
- Soror Mariana Alcoforado. Die fünf Liebesbriefe der portugiesischen Nonne. Wien 1948.
- Marcel Aymé: La jument verte. Kiepenheuer & Witsch, Köln 1952.
- Honoré de Balzac: Tolldrastische Geschichten, wie sie in den Abteien u. Klöstern der Touraine gesammelt und ans Licht gebracht ... Mit einem Nachwort von Walter Widmer.  Winkler München 1956.
- Choderlos de Laclos: Gefährliche Liebschaften. Goldmann, München 1959.
- Charles De Coster: Ulenspiegel. Die Legende und die heldenhaften, fröhlichen und ruhmreichen Abenteuer von Ulenspiegel und Lamme Goedzak im flandrischen Lande und anderswo. G.B. Fischer, Berlin und Frankfurt am Main 1955.
- Denis Diderot: Jakob und seiner Herr oder Der Glaube an das Walten des Schicksals. Übersetzt 1950. 
  - Neuausgabe mit einem Nachwort von Walter Widmer. Diogenes, Zürich 2009, ISBN 978-3-257-23947-8.
- Gustave Flaubert: Madame Bovary. Hamburg 1959.
- Alain-Fournier. Der große Meaulnes. Illustriert von Li Rommel. Origo-Verlag, Zürich 1951.
- Antoine-François Prévost: Manon Lescaut. (= Diogenes-Taschenbuch, Bd. 23737). Diogenes, Zürich 2008, ISBN 978-3-257-23737-5.
- Henri Stendhal: Rot und Schwarz. Chronik aus dem Jahr 1830. Insel-Verlag, Frankfurt am Main 1968.
- Henri Stendhal: Die Kartause von Parma. 1957. Neuausgabe: Diogenes-Verlag, Zürich 1992, ISBN 978-3-42302293-4.
- Henri Stendhal: Über die Liebe.  Winkler, München 1953.
- François Villon: Das große Testament (Le testament). Hatje, München 1949.
- François Villon: Balladen.
- Émile Zola: Nana. Winkler, München 1959.